# Liste der litauischen Abgeordneten zum EU-Parlament (2009–2014)
Die Liste der litauischen Abgeordneten zum EU-Parlament (2009–2014) listet alle litauischen Mitglieder des 7. Europäischen Parlaments nach der Europawahl in Litauen 2009.

## Mandatsstärke der Parteien
- S&D: 3
- ALDE: 2
- EVP: 4
- EKR: 1
- EFD: 2

| Nationale Partei                                           | Mandate | Fraktion                                                                               |
| ---------------------------------------------------------- | ------- | -------------------------------------------------------------------------------------- |
| Tėvynės sąjunga – Lietuvos krikščionys demokratai (TS-LKD) | 4       | Fraktion der Europäischen Volkspartei (EVP)                                            |
| Lietuvos socialdemokratų partija (LSDP)                    | 3       | Fraktion der Progressiven Allianz der Sozialdemokraten im Europäischen Parlament (S&D) |
| Tvarka ir teisingumas (TT)                                 | 2       | Europa der Freiheit und der Demokratie (EFD)                                           |
| Darbo partija (DP)                                         | 1       | Fraktion der Allianz der Liberalen und Demokraten für Europa (ALDE)                    |
| Lietuvos Respublikos liberalų sąjūdis (LRLS)               | 1       | Fraktion der Allianz der Liberalen und Demokraten für Europa (ALDE)                    |
| Lietuvos lenkų rinkimų akcija (LLRA)                       | 1       | Europäische Konservative und Reformer (EKR)                                            |
| Gesamt                                                     | 12      |                                                                                        |

## Abgeordnete
| Bild | Name                 | von           | bis           | Partei | Fraktion | Anmerkungen                        |
| ---- | -------------------- | ------------- | ------------- | ------ | -------- | ---------------------------------- |
|      | Laima Andrikienė     | 14. Juli 2009 | 30. Juni 2014 | TS-LKD | EVP      |                                    |
|      | Zigmantas Balčytis   | 14. Juli 2009 | 30. Juni 2014 | LSDP   | S&D      |                                    |
|      | Vilija Blinkevičiūtė | 14. Juli 2009 | 30. Juni 2014 | LSDP   | S&D      |                                    |
|      | Leonidas Donskis     | 14. Juli 2009 | 30. Juni 2014 | LRLS   | ALDE     |                                    |
|      | Juozas Imbrasas      | 14. Juli 2009 | 30. Juni 2014 | TT     | EFD      |                                    |
|      | Vytautas Landsbergis | 14. Juli 2009 | 30. Juni 2014 | TS-LKD | EVP      |                                    |
|      | Radvilė Morkūnaitė   | 14. Juli 2009 | 30. Juni 2014 | TS-LKD | EVP      |                                    |
|      | Rolandas Paksas      | 14. Juli 2009 | 30. Juni 2014 | TT     | EFD      |                                    |
|      | Justas Paleckis      | 14. Juli 2009 | 30. Juni 2014 | LSDP   | S&D      |                                    |
|      | Algirdas Saudargas   | 14. Juli 2009 | 30. Juni 2014 | TS-LKD | EVP      |                                    |
|      | Valdemar Tomaševski  | 14. Juli 2009 | 30. Juni 2014 | LLRA   | EKR      |                                    |
|      | Viktor Uspaskich     | 14. Juli 2009 | 20. Nov. 2012 | DP     | ALDE     | Nachrückerin: Justina Vitkauskaitė |
|      | Justina Vitkauskaitė | 21. Nov. 2012 | 30. Juni 2014 | DP     | ALDE     | Nachgerückt für Viktor Uspaskich   |